# Вятчина
Вя́тчина — деревня в Юрлинском районе Пермского края на реке Сылва (приток реки Зула), в 19 км от села Юрла. Входит в состав Юрлинского сельского поселения. С востока к деревне примыкает деревня Полухина, Сенюшова, общее население включая примыкающие деревни — 156 человек (по состоянию на 2010 год).

## История
В IX—XII вв. в окрестностях Вятчина проживали племена чуди. Так в 1901 г. был найден клад, в который входило несколько "чудских" вещей Родановской культуры.
Из архива церкви села Емь-Лопвинскоеили Юрлинское за 1773 год видно, что Маркиева (Вятчина) тогда уже существовала. В селении имелись 2 православных часовни, одна из них очень старая, церковная школа, маслобойка для изготовления растительного масла, 8 пимокатов, овчинников, 5 валяльщиков, изготавливающих подхомутники, кузнец, сапожник и несколько хозяйств, занимавшихся изготовлением бураков. При обследовании в 1886 году в деревне числилось 46 хозяйств. Подсобными заработками были переторжка скотом, плотничество, заготовка леса на сплав, работа на Кувинском заводе. Торжки проводились 9 мая, 20 июля и 6 декабря.
Южная часть деревни населялась Ивановыми, середина — Комаровыми и Анисимовыми, северная половина была населена Мельчаковыми.
В дореволюционное время территории Юрлинской волости относилась к казённым (государственным) землям. Южнее, в бассейне реки Иньвы, проживали пермяки. Это была вотчина Строгановых.
В 1828 году граф решил присоединить к своим владениям Юрлинские земли. Очистив поля от лесов и пней, вятчинцы разработали и засеяли их. Тогда управление Строгановых захватило весь сбор с полей и лугов в свою пользу как неправильно посеянный, послав служителя Саломатова с отрядом вывезти сено и хлеб. Вятчинские и половинкинские мужики, узнав об этом, вооружились, кто чем смог, и двинулись в поле, образовав круговую оборону. В ходе битвы Строгановские мужики отступили, Саламатов вскоре скончался от полученных ранений. Разобрав дело, суд приговорил двоих — Гордея Хомякова и Федора Комарова, — к каторжным работам.
В 1919 году жители деревни участвовали в Юрлинском восстании.
В 1929 году образован Вятчинский колхоз.

## Население
| 1869 | 1909 | 1926 | 1958 | 1979 | 1989 | 1998 | 2010 |
| ---- | ---- | ---- | ---- | ---- | ---- | ---- | ---- |
| 409  | 341  | 304  | 95   | 112  | 224  | 214  | 131  |

## Экономика
Основные экономические отрасли: сельское хозяйство, лесное хозяйство, розничная торговля. Сельскохозяйственный производственный кооператив «Вятчинский». Централизованное водоснабжение обеспечивается в деревне из подземный скважины. В посёлке находится фельдшерско-акушерский пункт.

## Образование
Основная общеобразовательная школа.

## Культура
Сельский клуб.

## Транспорт и связь
Транспортная сеть поселения сформирована автомобильными дорогами, главным образом, имеющими гравийное покрытие. Через Вятчина проходит дорога Юрла-Вятчина.
В деревне Вятчина присутствуют услуги стационарной телефонной связи, доступ в Интернет, мобильные операторы стандарта GSM: TELE2, Билайн, МТС и Мегафон.